# Šerm na Letních olympijských hrách 2024
Šerm na Letních olympijských hrách 2024 v Paříži se konal od 27. července do 4. srpna 2024.

## Výsledky disciplín

### Muži
| Kategorie            | Zlato                                                                              | Stříbro                                                                             | Bronz                                                                                        |
| -------------------- | ---------------------------------------------------------------------------------- | ----------------------------------------------------------------------------------- | -------------------------------------------------------------------------------------------- |
| Fleret - jednotlivci | Cheung Ka-long · Hongkong (HKG)                                                    | Filippo Macchi · Itálie (ITA)                                                       | Nick Itkin · Spojené státy americké (USA)                                                    |
| Kord - jednotlivci   | Koki Kano · Japonsko (JPN)                                                         | Yannick Borel · Francie (FRA)                                                       | Mohamed Elsayed · Egypt (EGY)                                                                |
| Šavle - jednotlivci  | O Sang-uk · Jižní Korea (KOR)                                                      | Farès Ferjani · Tunisko (TUN)                                                       | Luigi Samele · Itálie (ITA)                                                                  |
| Fleret - družstvo    | Japonsko (JPN) · Kjosuke Macujama · Takahiro Šikine · Kazuki Iimura · Judai Nagano | Itálie (ITA) · Guillaume Bianchi · Filippo Macchi · Tommaso Marini · Alessio Foconi | Francie (FRA) · Maximilien Chastanet · Maxime Pauty · Enzo Lefort · Julien Mertine           |
| Kord - družstvo      | Maďarsko (HUN) · Máté Tamás Koch · Tibor Andrásfi · Gergely Siklósi · Dávid Nagy   | Japonsko (JPN) · Akira Komata · Koki Kano · Masaru Jamada · Kazujasu Minobe         | Česko (CZE) · Jiří Beran · Jakub Jurka · Martin Rubeš · Michal Čupr                          |
| Šavle - družstvo     | Jižní Korea (KOR) · Ku Pon-kil · O Sang-uk · Pak Sang-won · Tu Kjong-tong          | Maďarsko (HUN) · Csanád Gémesi · András Szatmári · Áron Szilágyi · Krisztián Rabb   | Francie (FRA) · Sébastien Patrice · Maxime Pianfetti · Boladé Apithy · Jean-Philippe Patrice |

### Ženy
| Kategorie              | Zlato | Stříbro | Bronz |
| ---------------------- | --- | --- | --- |
| Fleret - jednotlivkyně | Lee Kieferová · Spojené státy americké (USA)                                                                   | Lauren Scruggsová · Spojené státy americké (USA)                                                                          | Eleanor Harveyová · Kanada (CAN)                                                                                    |
| Kord - jednotlivkyně   | Vivian Kongová · Hongkong (HKG)                                                                                | Auriane Malloová-Bretonová · Francie (FRA)                                                                                | Eszter Muhariová · Maďarsko (HUN)                                                                                   |
| Šavle - jednotlivkyně  | Manon Brunetová · Francie (FRA)                                                                                | Sara Balzerová · Francie (FRA)                                                                                            | Olha Charlanová · Ukrajina (UKR)                                                                                    |
| Fleret - družstvo      | Spojené státy americké (USA) · Jacqueline Dubrovichová · Lee Kieferová · Lauren Scruggsová · Maia Weintraubová | Itálie (ITA) · Arianna Errigová · Martina Favarettová · Alice Volpiová · Francesca Palumbová                              | Japonsko (JPN) · Sera Azumaová · Juka Uenová · Karin Mijawakiová · Komaki Kikučiová                                 |
| Kord - družstvo        | Itálie (ITA) · Rossella Fiamingová · Mara Navarriová · Giulia Rizziová · Alberta Santucciová                   | Francie (FRA) · Marie-Florence Candassamyová · Auriane Mallová-Bretonová · Alexandra Louis Marieová · Coraline Vitalisová | Polsko (POL) · Aleksandra Jarecká · Alicja Klasiková · Renata Knapiková-Miazgová · Martyna Swatowská-Wenglarczyková |
| Šavle - družstvo       | Ukrajina · Julia Bakastová · Alina Komaščuková · Olha Charlanová · Olena Kravacká                              | Jižní Korea · Choi Se-bin · Jeon Ha-young · Jeon Eun-hye · Yoon Ji-su                                                     | Japonsko · Risa Takashima · Seri Ozaki · Misaki Emura · Shihomi Fukushima                                           |

## Přehled medailí
| Pořadí | Země   | Zlato | Stříbro | Bronz | Celkově |
| celkem | celkem | 0     | 0       | 0     | 0       |
| ------ | ------ | ----- | ------- | ----- | ------- |